# ГЕС Zǐpíngpù
ГЕС Zǐpíngpù (紫坪铺水电站) — гідроелектростанція у центральній частині Китаю в провінції Сичуань. Знаходячись після ГЕС Yìngxiùwān, входить до складу каскаду на річці Міньцзян, великій лівій притоці Дзинші (верхня течія Янцзи).
В межах проекту річку на виході з гір у Сичуанську котловину перекрили бетонною греблею висотою 156 метрів, довжиною 664 метра та шириною по гребеню 12 метрів. Вона утримує витягнуте по долині Міньцзян на 26,5 км водосховище з площею поверхні 18,2 км2 та об'ємом 1112 млн м3 (корисний об'єм 774 млн м3), в якому припустиме коливання рівня під час операційної діяльності між позначками 817 та 877 метрів НРМ (під час повені до 883,1 метра НРМ).
Пригреблевий машинний зал обладнали чотирма турбінами типу Френсіс потужністю від 100 МВт до 240 МВт (номінальна потужність 190 МВт), які використовують напір від 68 до 133 метрів та забезпечують виробництво 3418 млн кВт-год електроенергії на рік.